# Helinus mystacinus
Helinus mystacinus är en brakvedsväxtart som först beskrevs av William Aiton, och fick sitt nu gällande namn av Ernst Meyer och Ernst Gottlieb von Steudel. Helinus mystacinus ingår i släktet Helinus och familjen brakvedsväxter. Inga underarter finns listade i Catalogue of Life.